# Nati nel 1934/Gennaio
| Questa pagina contiene informazioni ricavate automaticamente dalle voci biografiche con l'ausilio del template Bio e di un bot. L'aggiornamento è periodico e automatico e ricostruisce completamente la pagina. Se manca una persona in questa lista, sei pregato di non aggiungerla, ma accertati piuttosto che la sua voce biografica contenga il template Bio e che i dati anagrafici siano correttamente compilati. Se il template Bio manca, inseriscilo tu stesso o, in alternativa, metti l'avviso {{tmp\|Bio}} che ne segnala la mancanza. Se i dati riportati sono sbagliati, correggi direttamente la voce biografica; le modifiche saranno visibili in questa lista entro pochi giorni. Per chiarimenti vedi il progetto biografie. La lista contiene solo le 193 persone che sono citate nell'enciclopedia e per le quali è stato implementato correttamente il template Bio. Pagina aggiornata al 10 lug 2025. |

- 1º gennaio - Chitra Bahadur K.C., politico e sindacalista nepalese
- 1º gennaio - Ramases, musicista britannico († 1976)
- 1º gennaio - Washington Cacciavillani, allenatore di calcio e calciatore uruguaiano († 1997)
- 1º gennaio - Luciana Capodanno, giocatrice di bridge italiana († 2013)
- 1º gennaio - Mona Fong, produttrice cinematografica, produttrice televisiva e cantante cinese († 2017)
- 1º gennaio - Hiroshi Hasegawa, pilota motociclistico giapponese († 2023)
- 1º gennaio - Lakhdar Brahimi, diplomatico e politico algerino
- 1º gennaio - Raúl Eduardo Vela Chiriboga, cardinale e arcivescovo cattolico ecuadoriano († 2020)
- 1º gennaio - Muzaffar al Nawab, poeta, scrittore e letterato iracheno († 2020)
- 2 gennaio - Marcello Aliprandi, regista italiano († 1997)
- 2 gennaio - Tonino Costanzo, cestista e allenatore di pallacanestro italiano († 2014)
- 2 gennaio - Víctor García de la Concha, filologo spagnolo
- 2 gennaio - John Hollowbread, calciatore inglese († 2007)
- 2 gennaio - Motiullah Khan, hockeista su prato pakistano († 2022)
- 2 gennaio - Gianni Marzocchi, cantante, attore e doppiatore italiano († 1990)
- 2 gennaio - Roberto Messina, attore e stuntman italiano († 2024)
- 2 gennaio - Nicolò Mineo, critico letterario, filologo e politico italiano († 2023)
- 2 gennaio - Arnaldo Peternazzi, presbitero, missionario e scrittore italiano († 2020)
- 2 gennaio - Wael Zuaiter, traduttore e politico palestinese († 1972)
- 3 gennaio - Carla Anderson Hills, politica statunitense
- 3 gennaio - Mario David, calciatore e allenatore di calcio italiano († 2005)
- 3 gennaio - Marpessa Dawn, attrice statunitense († 2008)
- 3 gennaio - Hitoshi Konno, ex cestista giapponese
- 3 gennaio - Luigi Lunari, drammaturgo, traduttore e saggista italiano († 2019)
- 3 gennaio - Salvatore Mazzaracchio, politico e giornalista italiano
- 3 gennaio - Gražina Tulevičiūtė, cestista sovietica († 2014)
- 4 gennaio - Zurab Konstantinovič Cereteli, scultore, pittore e architetto georgiano († 2025)
- 4 gennaio - Jose De Vega, attore statunitense († 1990)
- 4 gennaio - Vittorio Faccin, missionario italiano († 1964)
- 4 gennaio - Hellmuth Karasek, giornalista, critico letterario e romanziere tedesco († 2015)
- 4 gennaio - Behçet Safa, pittore turco († 2018)
- 4 gennaio - Rudolf Schuster, politico, diplomatico e drammaturgo slovacco
- 4 gennaio - Guillermo Velásquez Ramírez, arbitro di calcio colombiano († 2017)
- 4 gennaio - Wang Xiaotang, attrice, regista e sceneggiatrice cinese
- 5 gennaio - Carmelo Ciccia, italianista, saggista e critico letterario italiano
- 5 gennaio - Mauro Favilla, politico italiano († 2021)
- 5 gennaio - Eddy Pieters Graafland, calciatore olandese († 2020)
- 5 gennaio - Phil Ramone, produttore discografico, violinista e compositore statunitense († 2013)
- 5 gennaio - Marisa Rusconi, scrittrice e giornalista italiana († 1999)
- 6 gennaio - Melchor Barrio, calciatore spagnolo († 2015)
- 6 gennaio - William Browder, matematico statunitense († 2025)
- 6 gennaio - Francesco Curci, politico e medico italiano († 1996)
- 6 gennaio - Manfredo Manfredi, regista, scenografo e pittore italiano
- 6 gennaio - Vincenzo Muccioli, imprenditore italiano († 1995)
- 6 gennaio - Sylvia Syms, attrice britannica († 2023)
- 6 gennaio - Wieland Wege, artista e pittore tedesco († 2022)
- 7 gennaio - Halina Beyer, cestista polacca († 2014)
- 7 gennaio - Daphne Ceeney, atleta paralimpica, arciera e nuotatrice australiana († 2016)
- 7 gennaio - Edit Gyimes, ex cestista ungherese
- 7 gennaio - Charlie Jenkins, ex velocista statunitense
- 7 gennaio - Ferenc Kovács, allenatore di calcio e calciatore ungherese († 2018)
- 7 gennaio - Joseph Naso, serial killer statunitense
- 7 gennaio - Tassos Papadopoulos, politico cipriota († 2008)
- 7 gennaio - Abel Posse, scrittore, diplomatico e giornalista argentino († 2023)
- 7 gennaio - Carlo Parlati, scultore, pittore e incisore italiano († 2003)
- 7 gennaio - Enzo Sciacca, storico italiano († 2006)
- 7 gennaio - Giovanna Sesto, ex cestista italiana
- 7 gennaio - Luciano Zotti, compositore, pianista e direttore d'orchestra italiano († 1998)
- 8 gennaio - Cesare Allegri, politico italiano († 2020)
- 8 gennaio - Jacques Anquetil, ciclista su strada e pistard francese († 1987)
- 8 gennaio - Jeff Butler, allenatore di calcio inglese († 2017)
- 8 gennaio - Piet Dankert, politico olandese († 2003)
- 8 gennaio - Jean-Pierre Gourmelen, fumettista francese
- 8 gennaio - Roy Kinnear, attore britannico († 1988)
- 8 gennaio - Kálmán Merényi, cestista ungherese († 2019)
- 8 gennaio - Georg Riedel, musicista e compositore svedese († 2024)
- 8 gennaio - Alexandra Ripley, scrittrice statunitense († 2004)
- 8 gennaio - Faye Wilson, ex cestista statunitense
- 9 gennaio - Mahendra Kapoor, cantante indiano († 2008)
- 9 gennaio - Stepan Oščepkov, canoista sovietico († 2012)
- 9 gennaio - Bart Starr, giocatore di football americano statunitense († 2019)
- 10 gennaio - Guy Barruol, storico e archeologo francese
- 10 gennaio - Leonard Boswell, politico e militare statunitense († 2018)
- 10 gennaio - Maurice Büla, fotografo e pilota motociclistico svizzero († 2005)
- 10 gennaio - Leonid Kravčuk, politico ucraino († 2022)
- 11 gennaio - Jean Chrétien, avvocato e politico canadese
- 11 gennaio - Claire Etcherelli, scrittrice francese († 2023)
- 11 gennaio - Tony Hoare, informatico britannico
- 11 gennaio - Mitchell Ryan, attore statunitense († 2022)
- 11 gennaio - Édouard Stako, calciatore francese († 2008)
- 11 gennaio - Cesare Veneziani, politico italiano († 2023)
- 11 gennaio - Sven Wollter, attore svedese († 2020)
- 12 gennaio - Vincenzo Di Benedetto, filologo classico e grecista italiano († 2013)
- 12 gennaio - Bob Dishy, attore statunitense
- 12 gennaio - Burdie Haldorson, cestista statunitense († 2023)
- 12 gennaio - Ian Howard Marshall, teologo e biblista britannico († 2015)
- 12 gennaio - Jim Ray, cestista statunitense († 1987)
- 13 gennaio - Geoff Bradford, chitarrista e cantante britannico († 2014)
- 13 gennaio - Nick Clooney, giornalista, conduttore televisivo e conduttore radiofonico statunitense
- 13 gennaio - Pat Danner, politica statunitense
- 13 gennaio - Stelio Maria Martini, artista, poeta e critico letterario italiano († 2016)
- 13 gennaio - Robin Milner, informatico britannico († 2010)
- 14 gennaio - Luce Auger, modella francese († 2022)
- 14 gennaio - Richard Briers, attore britannico († 2013)
- 14 gennaio - Pierre Darmon, ex tennista francese
- 14 gennaio - Marek Hłasko, scrittore polacco († 1969)
- 14 gennaio - Dana Němcová, psicologa ceca († 2023)
- 14 gennaio - Franca Peggion, ex velocista e multiplista italiana
- 14 gennaio - Alberto Rodríguez Larreta, pilota automobilistico argentino († 1977)
- 15 gennaio - David G. Chandler, storico britannico († 2004)
- 15 gennaio - Giorgio Cracco, storico e medievista italiano
- 15 gennaio - Song Soon-chun, pugile sudcoreano († 2019)
- 15 gennaio - Mário de Araújo Cabral, pilota automobilistico portoghese († 2020)
- 16 gennaio - Mauro Benvenuti, calciatore italiano († 2021)
- 16 gennaio - József Gyuricza, schermidore ungherese († 2020)
- 16 gennaio - Marilyn Horne, contralto e mezzosoprano statunitense
- 16 gennaio - Vasilij Semënovič Lanovoj, attore sovietico († 2021)
- 16 gennaio - Angelo Mundula, poeta italiano († 2015)
- 16 gennaio - Rita Renoir, showgirl, attrice e coreografa francese († 2016)
- 17 gennaio - Guy Barrabino, schermidore francese († 2017)
- 17 gennaio - Donald Cammell, regista britannico († 1996)
- 17 gennaio - Fabien Eboussi Boulaga, filosofo camerunese († 2018)
- 17 gennaio - Ferenc Hatlaczky, canoista ungherese († 1986)
- 17 gennaio - Shari Lewis, personaggio televisivo e doppiatrice statunitense († 1998)
- 17 gennaio - Enrico Mantero, storico dell'architettura italiano († 2001)
- 17 gennaio - Zlatko Papec, allenatore di calcio e calciatore jugoslavo († 2013)
- 17 gennaio - Sydney Schanberg, giornalista e scrittore statunitense († 2016)
- 17 gennaio - Cedar Walton, pianista e compositore statunitense († 2013)
- 18 gennaio - Raymond Briggs, illustratore, fumettista e scrittore britannico († 2022)
- 18 gennaio - Henk Chin A Sen, politico surinamese († 1999)
- 18 gennaio - Jacques Monnet, regista, attore e sceneggiatore francese
- 18 gennaio - Ihor Platonov, scacchista ucraino († 1994)
- 19 gennaio - Ene-Lille Kitsing, cestista sovietica († 2013)
- 19 gennaio - John Richardson, attore britannico († 2021)
- 19 gennaio - Phil Rollins, cestista statunitense († 2021)
- 20 gennaio - Tom Baker, attore inglese
- 20 gennaio - Giorgio Bassi, pilota automobilistico italiano
- 20 gennaio - Luigi Cagnolaro, zoologo e museologo italiano († 2014)
- 20 gennaio - Roger Guillaume, cestista francese († 2009)
- 20 gennaio - Cesare Gussoni, arbitro di calcio italiano († 2024)
- 20 gennaio - Giorgio Listuzzi, attore italiano († 2020)
- 20 gennaio - Billy McAdams, calciatore nordirlandese († 2002)
- 20 gennaio - Vittorio Russo, filologo e italianista italiano († 1997)
- 20 gennaio - Phil Seuling, imprenditore statunitense († 1984)
- 21 gennaio - Audrey Dalton, attrice irlandese
- 21 gennaio - Antonio Karmany, ex ciclista su strada spagnolo
- 21 gennaio - Lidio Maietti, calciatore italiano († 1992)
- 21 gennaio - Alfonso Portugal, allenatore di calcio e calciatore messicano († 2016)
- 21 gennaio - Cesare Trinchieri, arbitro di calcio italiano († 2022)
- 21 gennaio - Ann Wedgeworth, attrice statunitense († 2017)
- 22 gennaio - Vijay Anand, regista e attore indiano († 2004)
- 22 gennaio - Bill Bixby, attore, regista e produttore televisivo statunitense († 1993)
- 22 gennaio - Max Bléneau, ciclista su strada francese († 2013)
- 23 gennaio - Lou Antonio, attore e regista statunitense
- 23 gennaio - Raymond Baratto, calciatore francese († 2022)
- 23 gennaio - Carmine Caridi, attore statunitense († 2019)
- 23 gennaio - Rosario Chiriano, politico italiano
- 24 gennaio - Wilbur Bascomb, bassista statunitense
- 24 gennaio - William Chalmers, hockeista su ghiaccio e allenatore di hockey su ghiaccio canadese († 1994)
- 24 gennaio - Edgarda Ferri, giornalista, scrittrice e biografa italiana
- 24 gennaio - Theodor Ghițescu, scacchista rumeno († 2008)
- 24 gennaio - Leonard Goldberg, produttore televisivo e produttore cinematografico statunitense († 2019)
- 24 gennaio - Stanisław Grochowiak, poeta e scrittore polacco († 1976)
- 25 gennaio - Pablo Colino, religioso, musicista e scrittore spagnolo
- 25 gennaio - Patricia Marand, attrice statunitense († 2008)
- 25 gennaio - Pál Orosz, calciatore e allenatore di calcio ungherese († 2014)
- 25 gennaio - Krzysztof Pomian, filosofo, storico e saggista francese
- 26 gennaio - Marco Conti, politico e giornalista italiano († 2016)
- 26 gennaio - Ottavio Garaventa, tenore italiano († 2014)
- 26 gennaio - Charles Marowitz, drammaturgo e scrittore statunitense († 2014)
- 26 gennaio - Umberto Meggiolaro, calciatore italiano († 2002)
- 26 gennaio - Luis Otaño, ex ciclista su strada e ciclocrossista spagnolo
- 26 gennaio - Giuseppe Romagnolo, allenatore di calcio e calciatore italiano († 2016)
- 26 gennaio - John Salisbury, ex velocista britannico
- 26 gennaio - Andrzej Tomaszewski, architetto, urbanista e storico dell'architettura polacco († 2010)
- 26 gennaio - Bob Uecker, giocatore di baseball e attore statunitense († 2025)
- 27 gennaio - Raymond Boudon, sociologo francese († 2013)
- 27 gennaio - Édith Cresson, politica francese
- 27 gennaio - George Follmer, pilota automobilistico statunitense
- 27 gennaio - Günter Imhof, calciatore tedesco orientale († 2010)
- 27 gennaio - Federico Mayor Zaragoza, politico e funzionario spagnolo († 2024)
- 27 gennaio - Per Mosgaard, allenatore di calcio e calciatore norvegese († 1996)
- 28 gennaio - Marinus Boezem, artista olandese
- 28 gennaio - Bob Braden, informatico statunitense († 2018)
- 28 gennaio - Giuseppe Ciarrapico, imprenditore, politico e editore italiano († 2019)
- 28 gennaio - Francesco Froio, politico italiano († 2013)
- 28 gennaio - Ėduard Aleksandrovič Gavrilov, regista sovietico († 2000)
- 28 gennaio - Colette Guillaumin, sociologa francese († 2017)
- 28 gennaio - Brian Peckham, orientalista canadese († 2008)
- 29 gennaio - Noel Harrison, sciatore alpino, attore e cantante britannico († 2013)
- 29 gennaio - Kassian Lauterer, abate austriaco († 2022)
- 29 gennaio - Vladimir Sperber, storico italiano († 2015)
- 30 gennaio - Francesco Mario Agnoli, ex magistrato e saggista italiano
- 30 gennaio - Tammy Grimes, attrice e cantante statunitense († 2016)
- 30 gennaio - Sven Lindberg, ex calciatore svedese
- 30 gennaio - George Morrow, informatico statunitense († 2003)
- 30 gennaio - Giovanni Battista Re, cardinale e arcivescovo cattolico italiano
- 31 gennaio - Ernesto Brambilla, pilota motociclistico e pilota automobilistico italiano († 2020)
- 31 gennaio - Armando Celso, attore, cabarettista e chitarrista italiano
- 31 gennaio - James Franciscus, attore statunitense († 1991)
- 31 gennaio - Enrico Job, artista, scenografo e scrittore italiano († 2008)
- 31 gennaio - Brownie King, pilota automobilistico statunitense
- 31 gennaio - Eva Mozes Kor, saggista rumena († 2019)